# Xihu
För andra betydelser, se Xihu (olika betydelser).
Xihu (kinesiska: 西湖?, pinyin: Xī Hú, vilket betyder Västra sjön) är en sötvattenssjö i stadsdistriktet Xihu i den historiska delen av Hangzhou, provinshuvudstad i Zhejiang i östra Kina. Sjön delas av vägbankerna Sū Dī (苏提 / 蘇堤), Bái Dī (白堤), and Yánggōng Dī (杨公堤 / 楊公堤). I sjön finns en mängd tempel, pagoder, trädgårdar och konstgjorda öar.
Sjön har påverkat poeter och konstnärer genom tidsåldrarna för sin naturskönhet och historiska lämningar och har varit en av de viktigaste inspirationskällorna för kinesiska trädgårdarnas planerare, som bevisas genom den påverkan den har på olika klassiska kinesiska trädgårdar.  2011 blev sjön ett världsarv och beskrevs som att ha "påverkat trädgårdsdesignen i övriga Kina men också i Japan och Korea under århundraden" och som avspeglar "en idealiserad sammansmältning mellan människor och natur."

## Översikt
Det finns mängder av sjöar som på olika språk heter Västra sjön. Xihu refererar här till Hangzhous västra sjö, som ligger i västra delen av staden Hangzhou. Den omges av berg på tre sidor. Medeldjupet är 3 meter och vattenvolymen är ungefär 14 290 000 kubikmeter. Sjön delas upp i fem områden av vägbarnkerna Gu Shan, Bai, Su och Yanggong. Dess områden kallas Yttre västra sjön (外西湖), Västra inre sjön (西里湖, 后西湖 eller 后湖), Norra inre sjön (北里湖 eller 里西湖), Lilla södra sjön (小南湖 or 南湖) och Yuesjön (岳湖). "Yttre västra sjön" är den största. "Gu Shan" eller Guhöjden är den största naturliga ön i sjön. Vägbankerna Su och Bai går tvärs över sjön. Tre mindre konstgjorda öar, "Xiao Ying Zhou" (小瀛洲), "Hu Xin Ting" (湖心亭) och "Ruan Gong Dun" (阮公墩) ligger i mitten av Yttre västra sjön. På så vis blir den grundläggande layouten "en höjd, två vägbankar, tre öar och fem små sjöar"
Xihu är inte bara känd för sitt pittoreska landskap, det är även associerat till många lärda män, nationalhjältar och revultionära martyrer och omfattar därför många aspekter av den kinesiska kulturen. Till detta så är många uråldriga byggnader, stengrottor och inristade tavlor i omgivningarna några av de främsta av Kinas nationalskatter, med betydande konstnärliga värden.

### Fotnoter
1. ↑  Yang, Hongxun and Huimin Wang (1982). The classical gardens of China: history and design techniques. Van Nostrand Reinhold Co. sid. 111. ISBN 0-442-23209-8
2. 1 2  ”Ancient Chinese cultural landscape, the West Lake of Hangzhou, inscribed on UNESCO’s World Heritage List”. UNESCO. http://whc.unesco.org/en/news/767. Läst 24 juni 2011.